# Bibliothèque numérique d'études grecques modernes Anémi
La bibliothèque numérique Anémi (Crète) vise à fournir un accès facile et rapide à une riche collection de documents numérisés liés à la culture grecque moderne gratuitement. En plus des informations bibliographiques, la bibliothèque offre la possibilité de parcourir des fichiers et des livres numérisés au format électronique. La collection contient des archives anciennes et rares, mais aussi des éditions modernes dont les créateurs ont permis leur numérisation et leur mise à disposition gratuite sur internet via la bibliothèque.

## Collections
Neohellenistis - Bibliothèque numérique de bibliographies, dictionnaires et manuels d'études grecques modernes.
- Cette collection offre un accès gratuit aux bibliographies, dictionnaires, encyclopédies, manuels et autres outils liés aux études grecques modernes. Il offre également aux utilisateurs la possibilité de trouver des informations alternatives lorsque la numérisation est interdite par la loi grecque. Le matériel inclus dans Le Neohellenistis est organisé selon l'ouvrage de Politis Alexis, "Le Manuel du Néohelléniste" (Publications universitaires de Crète, 2e édition, 2005) qui a été revu et corrigé avec de nouveaux ajouts.

Bibliographie numérique grecque 15e - 20e siècle
- En utilisant la technologie numérique, la Bibliothèque numérique grecque régénère le paysage bibliographique national de la période 1476-1900. Les notices qui la concernent sont cataloguées électroniquement et, dans la mesure du possible, reliées à la pièce numérique correspondante. Le but de la bibliothèque Anémi est de devenir un instrument utilisé pour cartographier l'enregistrement et l'affichage de tous les efforts de numérisation, concernant la période 1476-1900, évitant ainsi les efforts de numérisation inutiles. Depuis décembre 2006, 8 000 notices bibliographiques sont disponibles dans la base de données d'Anémi ainsi qu'un grand nombre de pages numérisées correspondantes.

Anacharsis 
- La section Anacharsis propose de rares collections de la Bibliothèque de l'Université de Crète, comportant de la littérature de voyage, ont été cataloguées. Les notices bibliographiques sont liées aux éléments numériques correspondants qui sont hébergés soit dans la bibliothèque locale, soit dans d'autres agents bibliographiques ailleurs.

Markos Mousouros 
- Il s'agit d'une collection numérique de livres et de documents d'archives concernant la Crète. Les éléments les plus importants de la collection disponibles proviennent de la Bibliothèque de l'Université de Crète. Parmi eux, l'archétype : Etymologicum magnum, imprimé par les Crétois Zacharias Kalliergis et Nikolaos Vlastos, à Venise en 1499.

## Fondation
La bibliothèque numérique Anémi a été fondé en 2006 par la Bibliothèque de l'Université de Crète  dans le cadre du programme opérationnel "Société de l'information", un programme pour le développement et la promotion de la société de l'information en Grèce.